# 陈德仁
陈德仁（1922年10月22日—2007年12月21日），江苏无锡人，火箭控制专家，中国工程院院士。
曾任巨浪-1潜射弹道导弹副总设计师。
1995年，获选中国工程院信息与电子工程学部院士。